# Chevrolet Prisma Y
O Prisma Y é um protótipo de off-road compacto apresentado pela General Motors no Salão de São Paulo de 2006.